# Theocracy (gra komputerowa)
Theocracy – strategiczna gra czasu rzeczywistego (RTS), której akcja jest osadzona w XV-wiecznej Ameryce Środkowej. Gracz kontroluje jedno z plemion Azteków, próbując przygotować swoje plemię do odparcia hiszpańskiej inwazji. W tym celu gracz musi rozwijać swoją gospodarkę, nawiązywać stosunki dyplomatyczne i handlowe z sąsiadami, podbijać nowe tereny oraz opracowywać nowe technologie usprawniające grę. Jednostki można grupować w większe formacje, co ułatwia kontrolowanie ich w czasie walki.
Gra podzielona jest na dwa tryby: prowincji i krainy. W trybie prowincji gracz podejmuje decyzje o budowie budynków, zarządza żywnością i innymi surowcami, szkoli nowe jednostki i rozstrzyga bitwy. W trybie krainy natomiast podejmuje strategiczne decyzje, dochodzi do ruchu armii i rozmów dyplomatycznych. Tylko tutaj czas płynie, więc gracz chcący doczekać wykonania swoich rozkazów w prowincjach, musi przejść do tego trybu.
Oprócz pełnej kampanii, dostępny jest też rozbudowany samouczek dla początkujących, wyjaśniający mechanikę gry.

## Odbiór
Theocracy otrzymało mieszane recenzje, osiągając wynik 72 w serwisie MobyGames. Wśród pozytywnych cech gry recenzenci szczególnie wyróżnili jej rozmach i innowacyjne podejście do upływu czasu. Negatywnie natomiast oceniono jej zbytnią prostotę i archaiczność.